# Sombrero panza de burro

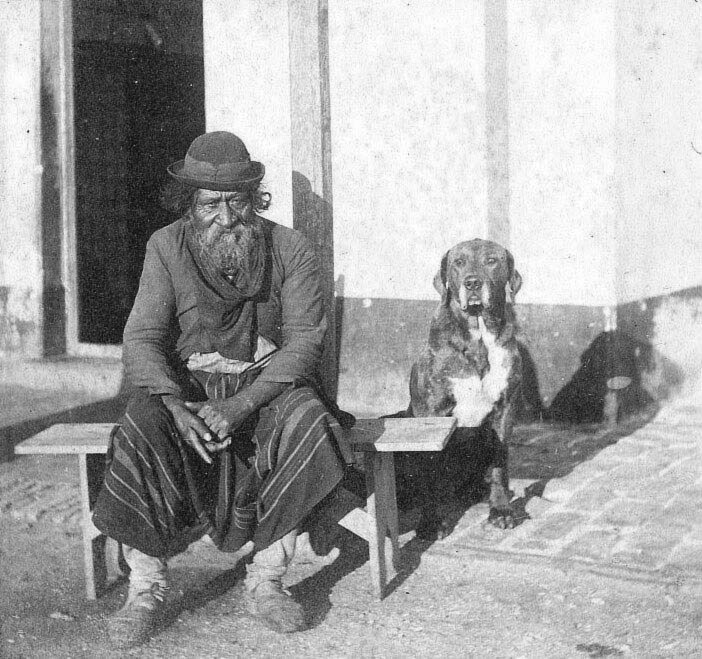
Gaucho

El sombrero panza de burro es un sombrero del atuendo del gaucho argentino y uruguayo. El diseño se asemeja a una campana y se fabrica artesanalmente con el cuero extraído de la panza o vientre del burro.
Se conservaba el pelaje del cuero, no posee alas anchas ni pronunciadas; esto se debe al entorno geográfico de la llanura pampeana, donde se usó. Fue el sombrero favorito de los soldados de las montoneras  que seguían a los caudillos en el período de guerras civiles, fortines y malones.
Como principales pasos en su fabricación se encuentra el sobado del cuero, que consiste en remojar el cuero durante unos días en agua (a veces con cal, sales o nitritos) con el fin de dejarlo maleable. Luego se lo deja con su pelaje hacia afuera atado a la punta de un palenque ejerciendo presión hacia abajo con el fin de darle la forma y el tamaño adecuado. Terminado el segundo paso se deja el cuero semi tratado al sereno con el fin de que se endurezca.
Pueden contener adornos como por ejemplo, toquillas (tiras de cuero trabajadas artesanalmente), trenzados, o tientos para atarlo al mentón.
Variante posterior en el tiempo del «panza de burro» es el «corazón de potro», cuyas alas miden un mínimo de 7 cm y suelen tener 10 cm. Pese al nombre, desde el siglo XX se confecciona con un fieltro de pelo de liebre compactado (desde fines del siglo XIX, para confeccionarlo se usa el sistema Borsalino). El de alas anchas, llamado «campero», muy usado en el Nordeste, deriva del sombrero andaluz «sevillano»; por su parte, el más popular chambergo gaucho, caracterizado por sus grandes alas, es usado en el Noroeste.